# 铁人一口井井址
铁人一口井井址或称大庆铁人第一口油井、铁人第一口油井，原名萨55井，位於中華人民共和國黑龍江省大慶市，是王进喜带领的1262钻井队（现为1205钻井队），从玉门油矿到大庆参加石油大会战时打的第一口详探油井。
目前油井的管理单位為大庆油田第二采油厂第五作业区45队，位置在大庆市红岗区解放南村杨树林地区。2013年3月，中国国务院公布为第七批全国重点文物保护单位（近现代重要史迹及代表性建筑）。

## 简介
1960年4月14日，萨55井开钻。经过5天零4小时的昼夜施工，萨55井于4月19日12时完钻，井深1200.76米。1960年5月25日开井自喷生产，每日产油113吨。萨55井已产油49年，累计产油15万多吨。

## 歷史

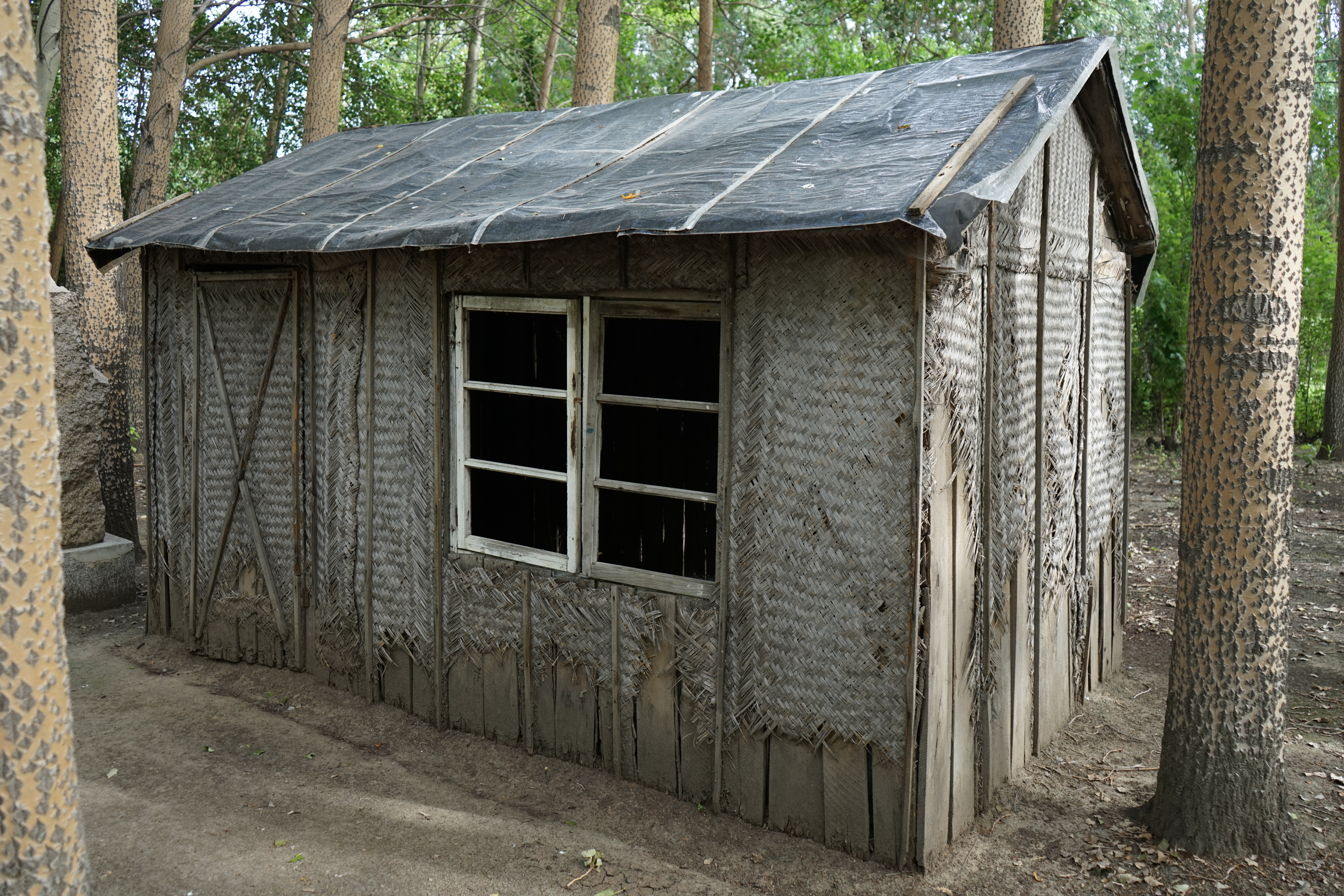
当年王进喜等用破席、木棍等搭建的木屋

1959年，王进喜进京参加建国10周年观礼和全国“工交群英会”，获知松辽盆地发现了大油田，主动请缨，要求参加松辽石油大会战，当年正是中国三年大饥荒最严重的时期，物资严重匮乏。1960年3月25日，王进喜队长带领1262（玉门油矿贝乌五队）钻井队从玉门油矿来到大庆参加石油大会战。全队1个队长，1书记，1个技术员，1个司机长，另外还有司机、司助、钻工包括2个炊事员在内共37人。刚来的时候，钻井设备和行李还在路上，到了驻地马家窑没有住的地方，就住在牛棚里。3月份大庆天气还很冷，他们晚上睡觉铺的盖的都是牲口草。

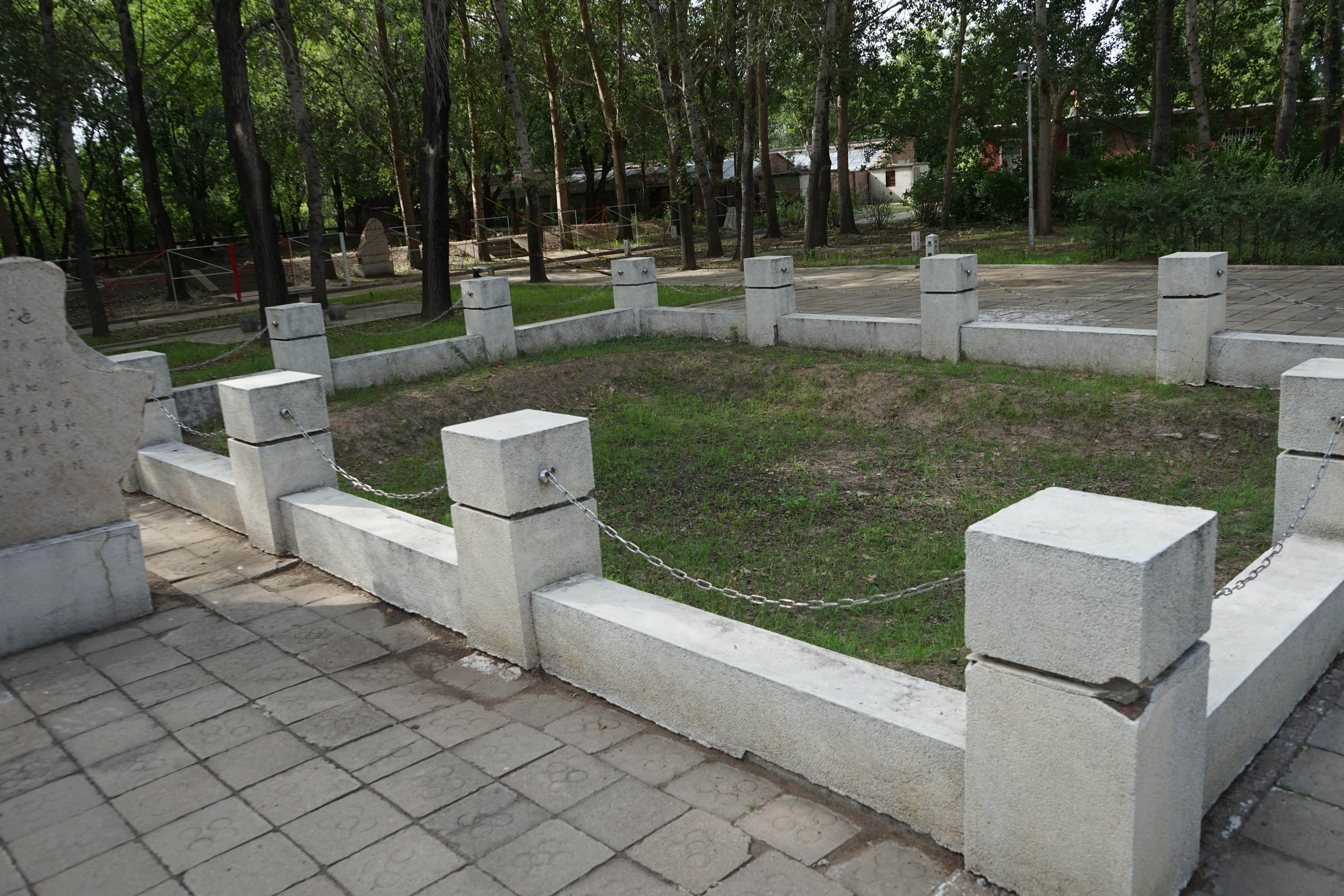
泥浆池。王进喜及队友花20多个小时挖成。

分配给王进喜他们队的井是萨55井。在等待钻机设备的这段时间里。王进喜问清楚井位后，带着几个人连走带问，经过3个多小时找到了插着一面小红旗的萨55井井位。全队为争取开钻时间，在一铁镐下去就一个白点的冻土地上先将泥浆池、水池和卸车台挖好。

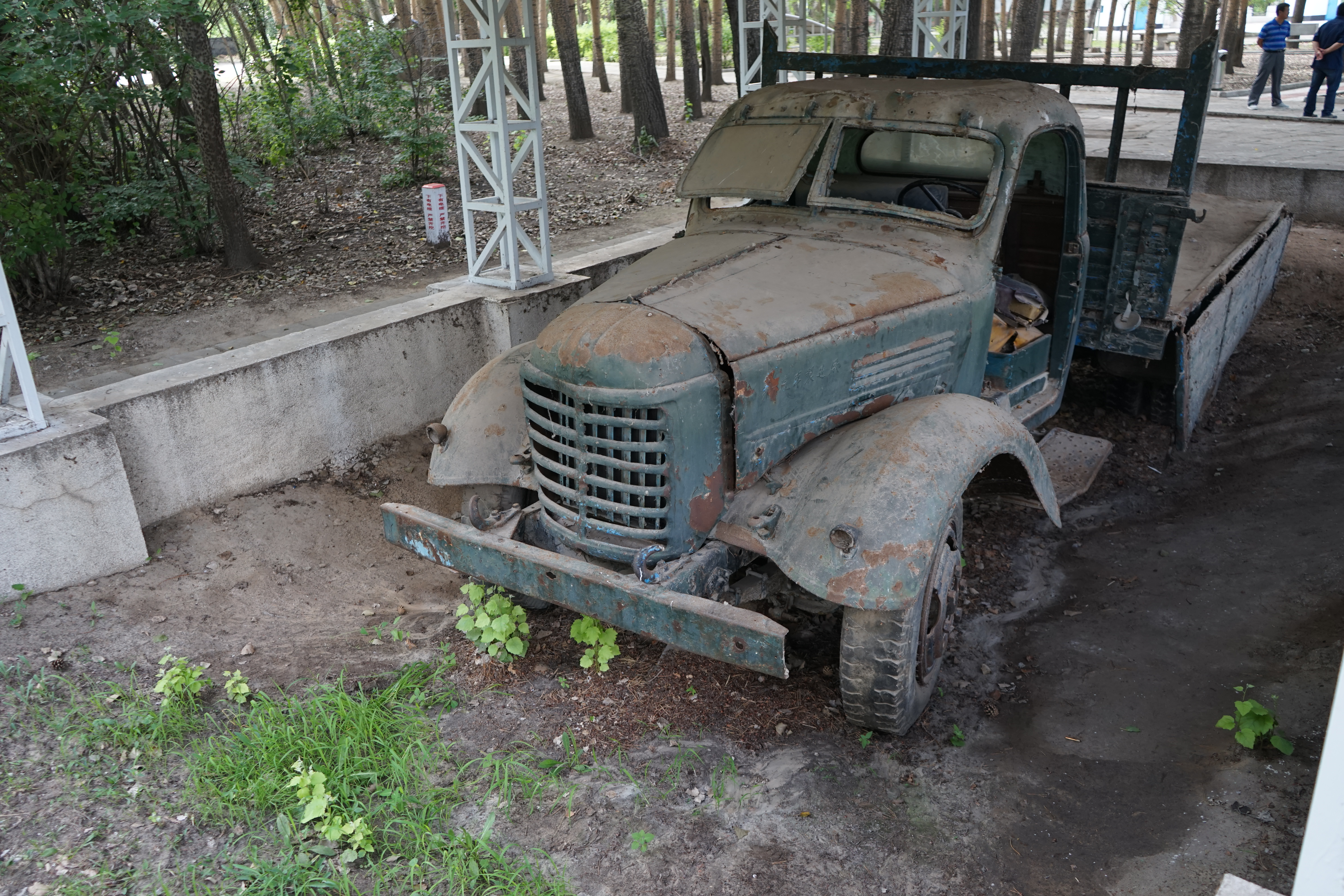
卸车台，初到大庆，钻机设备没有吊车无法卸车。王及队友挖了一个带斜坡的土坑，车倒进去可使厢板与地面平，王等人垫上滚杠，用棕绳拉、撬杠撬，一件件卸下设备。

4月2日王进喜他们队的钻机设备到达萨尔图火车站。由于是从全中国石油战线抽调的人员、设备及物资到大庆参加石油大会战，大庆铁路沿线每个站台都有人员、设备和物资卸车。会战初期由于缺少吊车、拖拉机及运输车辆，设备、物资运输困难，王进喜他们不等不靠，全队工人用撬杠撬、滚杠滚、大绳拉的办法，靠人拉肩扛把钻机从火车上卸下来，奋战3天3夜运到萨55井井场。还是靠人拉肩扛用4天时间，把40多米高的井架竖立在茫茫荒原上。钻井开钻，需要大量的水调制泥浆，当时井场没有铺设供水管线，水罐车又缺乏，王进喜就组织全队人员到附近的水泡子破冰取水，大家用脸盆端、水桶挑，靠人力运水50多吨，保证了钻井用水。

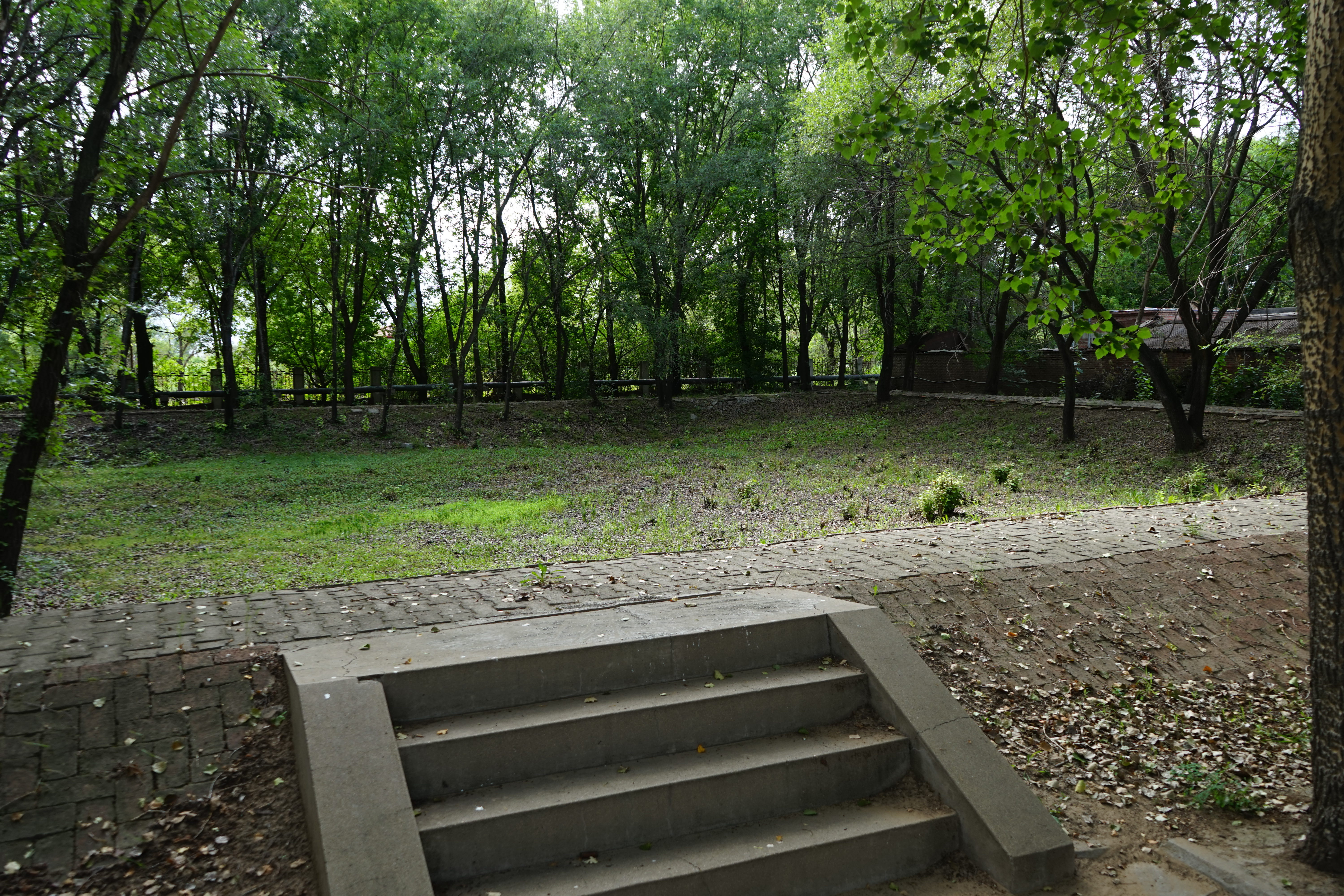
土油地。王等人挖了这个土油地来储存试油喷出的原油。他还找来几块木板做成木箱，以测量井的产量。

1960年4月14日，王进喜带领全队人员经过不懈的努力萨55井顺利开钻。首次在地质条件不熟悉的地方打井，作为队长的王进喜为了随时掌握打井情况，积累钻井经验，始终没有离开过井场，晚上睡在值班房，白天困了就在井旁找个地方打个盹，5天5夜没有回过驻地。萨55井于4月19日胜利完钻，进尺1200.76米，首创5天零4小时打一口中深井的纪录。
房东赵大娘看到王进喜整天领着工人没有白天黑夜的干，饭做好了也不回来吃，感慨地说：“没见过这么拼命的人，你们王队长可真是个铁人啊！”，这就是后来“铁人”称号的由来。

## 现状

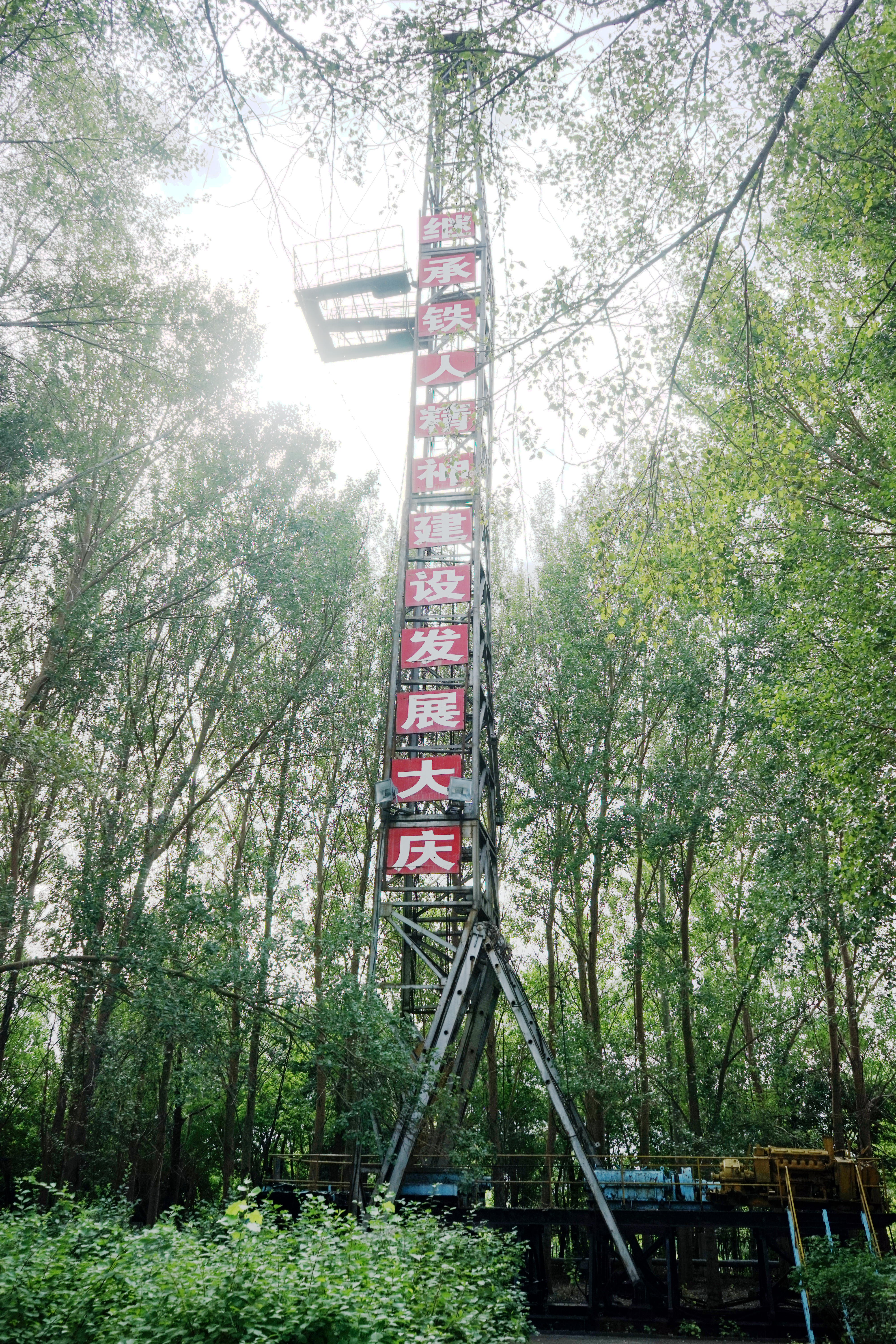
贝乌-40型钻机

1999年1月10日，以“铁人一口井”井址的名称被黑龙江省人民政府列入第四批黑龙江省文物保护单位。中国石油天然气集团公司2004年3月，授予“大庆油田铁人第一口井”为企业精神教育基地。该井场仍然保留着当年的卸车坑、泥浆池、土油池、值班房和工人当年住过的地窨子等遗址与实物。这口井是铁人精神的发祥地，已被列入《中国名胜词典》。井场西侧立有与王进喜他们曾经使用过的相同型号贝乌-40型钻机实物。井场的东侧为铁人王进喜纪念馆的旧址和碑林。

## 交通路线
大庆公交总站乘12路车杨树林站下车。